# Pelamera atra
Pelamera atra är en tvåvingeart som först beskrevs av Camillo Rondani 1861.  Pelamera atra ingår i släktet Pelamera och familjen parasitflugor. Inga underarter finns listade i Catalogue of Life.